# Bel-bunaja
Bel-bunaja (akad. Bēl-būnāja, zapisywane men.dù-a-a, tłum. „Belu, (strzeż) mego wyglądu!”) – wysoki dostojnik pełniący urząd nāgir ekalli („herolda pałacu”) za rządów asyryjskiego króla Salmanasara III (858-824 p.n.e.); z asyryjskich list i kronik eponimów wiadomo, iż dwukrotnie, w 850 i 823 r. p.n.e., sprawował urząd limmu (eponima).